# Anton Vlagyimirovics Sunyin
Anton Vlagyimirovics Sunyin (Moszkva, Szovjetunió, 1987. január 27. –) orosz labdarúgó, aki jelenleg a Gyinamo Moszkvában játszik kapusként. Az orosz válogatott tagjaként ott volt a 2012-es Európa-bajnokságon.

## Pályafutása

### Gyinamo Moszkva
Sunyin 1994-ben került a Gyinamo Moszkva ifiakadémiájára, ahonnan 2004-ben került fel az első csapathoz. 2008-ban bajnoki címet nyert csapatával.

## Válogatott
Sunyin 2007. augusztus 27-én, Lengyelország ellen mutatkozott be az orosz válogatottban. Második válogatott mérkőzésére 2010. november 17-ig kellett várnia, ekkor Belgium ellen kapott lehetőséget a bizonyításra. Ott volt a 2012-es Európa-bajnokságon, de egyetlen meccsen sem lépett pályára.

## Sikerei, díjai

### Gyinamo Moszkva
- Orosz bajnok: 2008

## Fordítás
- Ez a szócikk részben vagy egészben  az   Anton Shunin című angol Wikipédia-szócikk fordításán alapul.  Az eredeti cikk szerkesztőit annak laptörténete sorolja fel. Ez a jelzés csupán a megfogalmazás eredetét és a szerzői jogokat jelzi, nem szolgál a cikkben szereplő információk forrásmegjelöléseként.